# Vicia
Cet article possède un paronyme, voir Vesse.
Genre

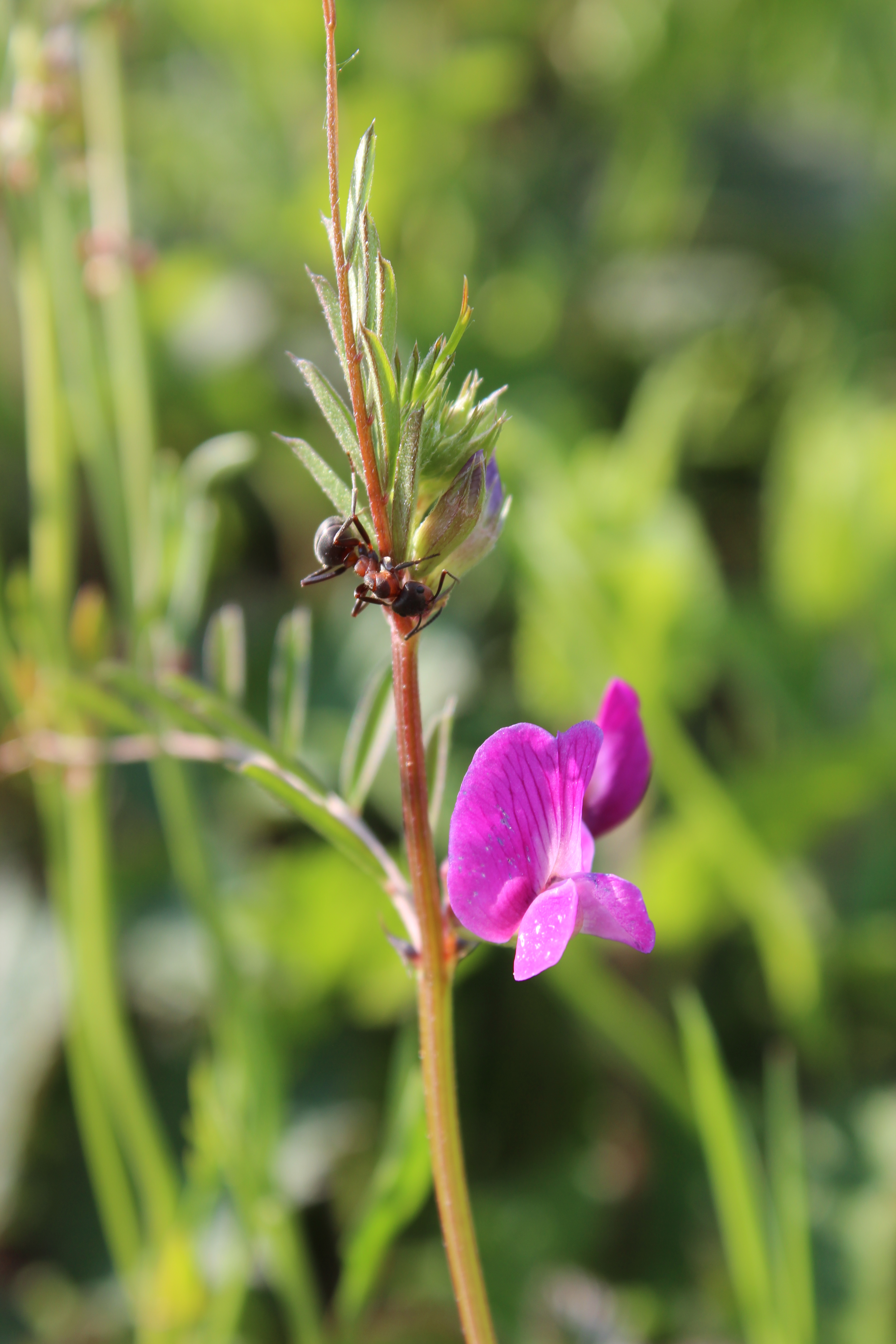
La vesce (Vicia) et la fourmi (fable de printemps).

Vicia est un genre de plantes à fleurs dicotylédones de la famille des Fabaceae (légumineuses), sous-famille des Faboideae, à répartition quasi-cosmopolite, qui comprend environ 200 espèces acceptées. C'est le genre des vesces, de la fève et de la féverolle.
Ce sont des plantes herbacées annuelles ou vivaces, au port dressé ou grimpant, aux feuilles composées terminées par une vrille et aux fleurs papilionacées. Les fruits sont des gousses déhiscentes contenant plusieurs graines. 
Différentes espèces sont cultivées soit pour leurs graines, utilisées dans l'alimentation humaine comme légumes secs (c'est le cas principalement de la fève - Vicia faba) ou dans l'alimentation animale, soit pour leur feuillage ou la plante entière comme plantes fourragères.  Certaines espèces présentent des risques de toxicité pour l'homme et les animaux d'élevage, en particulier les monogastriques, du fait de la présence de facteurs anti-nutritionnels qui font que ces plantes sont peu appétentes, en particulier pour les porcs.

## Description
Ce sont des plantes grimpantes grâce à leurs feuilles composées pennées à nombre pair de folioles et terminées par une vrille simple ou ramifiée qui leur permet de grimper en s'accrochant aux plantes voisines. Les tiges ne sont pas ailées, ce qui permet généralement de les différencier des gesses (genre Lathyrus). 
Les fleurs papilionacées sont solitaires ou en racèmes. 
Les fruits sont des gousses (ou légumes).

## Étymologie
Le nom générique, Vicia, en grec βικία, dérivé du terme βικίον (petite amphore), latinisé en vĭcĭa, -ae, vesce ou pois (qui désignait principalement Vicia sativa L.). Certains auteurs ( Chantraine, DELG) disent que pour des raisons phonétiques, il vaut mieux penser que c'est le grec qui a emprunté vicia, ce qui laisse en suspens toute étymologie plus lointaine

## Taxinomie
Le genre Vicia a été décrit en premier par Linné et publié en 1753 dans son Species plantarum 2: 734–737. 1753. C'est l'un des cinq genres qui composent la tribu des Fabeae (synonyme Vicieae), les quatre autres étant Lathyrus (gesses, 160 espèces), Lens (lentilles, 4 espèces), Pisum (pois, 3 espèces) et Vavilovia (genre monotypique).
L'espèce type du genre Vicia est Vicia sativa. 

### Synonymes
Selon Mansfeld's database of Agricultural and Horticultural Crops :
- Abacosa Alef.  1861
- Anatropostylia (Plitm.) Kupicha, 1973
- Atossa Alef., 1861
- Coppoleria Tod., 1845
- Cracca Medik. , 1853
- Cujunia Alef., 1861
- Endiusa Alef., 1859
- Ervilia Link, 1822
- Ervum L. , 1754
- Faba Mill.
- Hypechusa Alef. , 1860
- Orobella Presl, 1837
- Parallosa Alef.,  1859
- Rhynchium Dulac,  1867
- Sellunia Alef., 1859
- Swantia Alef. , 1859
- Tuamina Alef.,  1861
- Vicilla Schur,  1866
- Vicioides Moench, 1794
- Wiggersia P. Gaertn., B. Mey. & Scherb., 1801

### Liste d'espèces
Selon The Plant List (30 décembre 2018) :
- Vicia abbreviata Spreng.
- Vicia acutifolia Elliott
- Vicia afghanica Chrtkova
- Vicia aintabensis Boiss.
- Vicia alpestris Steven
- Vicia altissima Desf.
- Vicia americana Willd.
- Vicia amoena Fisch.
- Vicia amurensis Oett.
- Vicia anatolica Turrill
- Vicia andicola Kunth
- Vicia aphylla Link
- Vicia araucana Phil.
- Vicia argentea Lapeyr.
- Vicia articulata Hornem.
- Vicia assyriaca Boiss.
- Vicia bakeri Ali
- Vicia balansae Boiss.
- Vicia barbazitae Ten. & Guss.
- Vicia basaltica Plitmann
- Vicia benghalensis L.
- Vicia berteroana Phil.
- Vicia biebersteinii Besser
- Vicia biennis L.
- Vicia bifolia Nakai
- Vicia bijuga Hook. & Arn.
- Vicia bithynica (L.) L.
- Vicia bungei Ohwi
- Vicia caesarea Boiss. & Balansa
- Vicia canescens Labill.
- Vicia cappadocica Boiss. & Balansa
- Vicia capreolata Lowe
- Vicia caroliniana Walter
- Vicia cassia Boiss.
- Vicia cassubica L.
- Vicia cedretorum Font Quer
- Vicia chaetocalyx Webb & Berthel.
- Vicia chianshanensis (P.Y.Fu & Y.A.Chen) Z.D.Xia
- Vicia chinensis Franch.
- Vicia ciceroidea Boiss.
- Vicia ciliaris Phil.
- Vicia ciliatula Lipsky
- Vicia cirrhosa Webb & Berthel.
- Vicia coquimbensis Martic.
- Vicia costae A.Hansen
- Vicia costata Ledeb.
- Vicia cracca L.
- Vicia cretica Boiss. & Heldr.
- Vicia crocea (Desf.) Fritsch
- Vicia cusnae Foggi & Ricceri
- Vicia cuspidata Boiss.
- Vicia cypria Unger & Kotschy
- Vicia dadianorum Sommier & Levier
- Vicia davisii Greuter
- Vicia delmasii Emb. & Maire
- Vicia dennesiana H.C.Watson
- Vicia dichroantha Diels
- Vicia dionysiensis Mouterde
- Vicia disperma DC.
- Vicia dissitifolia (Nutt.) Rydb.
- Vicia diversifolia Phil.
- Vicia dumetorum L.
- Vicia durandii Boiss.
- Vicia epetiolaris Burkart
- Vicia eristalioides Maxted
- Vicia ervilia (L.) Willd.
- Vicia esdraelonensis Warb. & Eig
- Vicia exigua Nutt.
- Vicia faba L.
- Vicia fairchildiana Maire
- Vicia fauriei Franch.
- Vicia fedtschenkoana V.V.Nikitin
- Vicia ferreirensis Goyder
- Vicia filicaulis Webb & Berthel.
- Vicia floridana S.Watson
- Vicia freyniana Bornm.
- Vicia fulgens Batt.
- Vicia galeata Boiss.
- Vicia galilaea Plitmann & Zohary
- Vicia garbiensis Font Quer & Pau
- Vicia geminiflora Trautv.
- Vicia giacominiana Segelb.
- Vicia gigantea Bunge
- Vicia glareosa P.H.Davis
- Vicia glauca C.Presl
- Vicia graminea Sm.
- Vicia grandiflora Scop.
- Vicia hassei S.Watson
- Vicia heterophylla Phil.
- Vicia hirsuta (L.) Gray
- Vicia hirticalycina Nakai
- Vicia hololasia Woronow
- Vicia hugeri Small
- Vicia hulensis Plitmann
- Vicia humilis Kunth
- Vicia hyaeniscyamus Mouterde
- Vicia hybrida L.
- Vicia hyrcanica Fisch. & C.A.Mey.
- Vicia iberica Grossh.
- Vicia inconspicua Phil.
- Vicia iranica Boiss.
- Vicia janeae Mardal.
- Vicia japonica A.Gray
- Vicia johannis Tamamsch.
- Vicia kalakhensis Khattab & al.
- Vicia kioshanica L.H.Bailey
- Vicia koeieana Rech.f.
- Vicia kokanica Regel & Schmalh.
- Vicia kotschyana Boiss.
- Vicia kulingana L.H.Bailey
- Vicia lanceolata Phil.
- Vicia larissae Prima
- Vicia lathyroides L.
- Vicia latibracteolata K.T.Fu
- Vicia laxiflora Boiss.
- Vicia lecomtei Humbert & Maire
- Vicia leucantha Biv.
- Vicia leucophaea Greene
- Vicia lilacina Ledeb.
- Vicia linearifolia Hook. & Arn.
- Vicia linearis (Nutt.) Greene
- Vicia loiseleurii (M.Bieb.) Litv.
- Vicia lomensis J.F.Macbr.
- Vicia longicuspis Z.D.Xia
- Vicia ludoviciana Nutt.
- Vicia lunata (Boiss. & Balansa) Boiss.
- Vicia lutea L.
- Vicia macrantha Jurtzev
- Vicia macrograminea Burkart
- Vicia magellanica Hook.f.
- Vicia megalotropis Ledeb.
- Vicia melanops Sibth. & Sm.
- Vicia menziesii Spreng.
- Vicia michauxii Spreng.
- Vicia minutiflora D.Dietr.
- Vicia modesta Phil.
- Vicia mollis Boiss.
- Vicia monantha Retz.
- Vicia monardi Boiss. & Reut.
- Vicia monardii Boiss. & Reut.
- Vicia montbretii Fisch. & C.A.Mey.
- Vicia montenegrina Rohlena
- Vicia montevidensis Vogel
- Vicia mucronata Clos
- Vicia multicaulis Ledeb.
- Vicia multijuga (Boiss.) Rech.f.
- Vicia murbeckii Maire
- Vicia nana Vogel
- Vicia narbonensis L.
- Vicia nervata Sipliv.
- Vicia nigricans Hook. & Arn.
- Vicia nipponia Matsum.
- Vicia nipponica Matsum.
- Vicia noeana Boiss.
- Vicia nummularia Hand.-Mazz.
- Vicia obscura Vogel
- Vicia ocalensis R.K.Godfrey & Kral
- Vicia ochroleuca Ten.
- Vicia ohwiana Hosok.
- Vicia olbiensis Reuter
- Vicia olchonensis (Peschkova) O.D.Nikif.
- Vicia onobrychioides L.
- Vicia oroboides Wulfen
- Vicia orobus DC.
- Vicia palaestina Boiss.
- Vicia pallida Hook. & Arn.
- Vicia pampicola Burkart
- Vicia pannonica Crantz
- Vicia parviflora Cav.
- Vicia parvula Ziel.
- Vicia paucifolia Baker
- Vicia pectinata Lowe
- Vicia peregrina L.
- Vicia perelegans K.T.Fu
- Vicia peruviana Vigo
- Vicia pinetorum Boiss. & Spruner
- Vicia pisiformis L.
- Vicia platensis Speg.
- Vicia popovii O.D.Nikif.
- Vicia pseudo-orobus Fisch. & C.A.Mey.
- Vicia pseudorobus Fisch. & C.A.Mey.
- Vicia pubescens (DC.) Link
- Vicia pulchella Kunth
- Vicia pyrenaica Pourr.
- Vicia qatmensis Gomb.
- Vicia quadrijuga P.H.Davis
- Vicia ramuliflora (Maxim.) Ohwi
- Vicia rerayensis (Ball) Murb.
- Vicia rigidula Royle
- Vicia sativa L.
- Vicia scandens R.P.Murray
- Vicia semenovii (Regel & Herder) B.Fedtsch.
- Vicia semiglabra Boiss.
- Vicia sepium L.
- Vicia sericocarpa Fenzl
- Vicia serinica R.Uechtr. & Huter
- Vicia serratifolia Jacq.
- Vicia sessiliflora Clos
- Vicia setidens Bornm.
- Vicia setifolia Kunth
- Vicia sibthorpii Boiss.
- Vicia sicula (Raf.) Guss.
- Vicia sinaica Boulos
- Vicia singarensis Boiss. & Hausskn.
- Vicia sojakii Chrtkova
- Vicia sosnowskyi Ekvtim.
- Vicia sparsiflora Ten.
- Vicia splendens P.H.Davis
- Vicia stenophylla Vogel
- Vicia suberviformis Maire
- Vicia subrotunda (Maxim.) Czefr.
- Vicia subserrata Phil.
- Vicia subvillosa (Ledeb.) Boiss.
- Vicia sylvatica L.
- Vicia taipaica K.T.Fu
- Vicia tenera Benth.
- Vicia tenuifolia Roth
- Vicia ternata Z.D.Xia
- Vicia tetrantha H.W.Kung
- Vicia tetrasperma (L.) Schreb.
- Vicia tibetica C.E.C.Fisch.
- Vicia tigridis Mouterde
- Vicia tsydenii Malyschev
- Vicia turkestanica Vassilkovsk
- Vicia unijuga A.Br.
- Vicia venosa (Link) Maxim.
- Vicia venulosa Boiss. & Hohen.
- Vicia vicina Clos
- Vicia vicioides (Desf.) Cout.
- Vicia villosa Roth
- Vicia woroschilovii N.S.Pavlova
- Vicia wushanica Z.D.Xia

## Utilisation

### Plante fourragère

Vesce de Pannonie

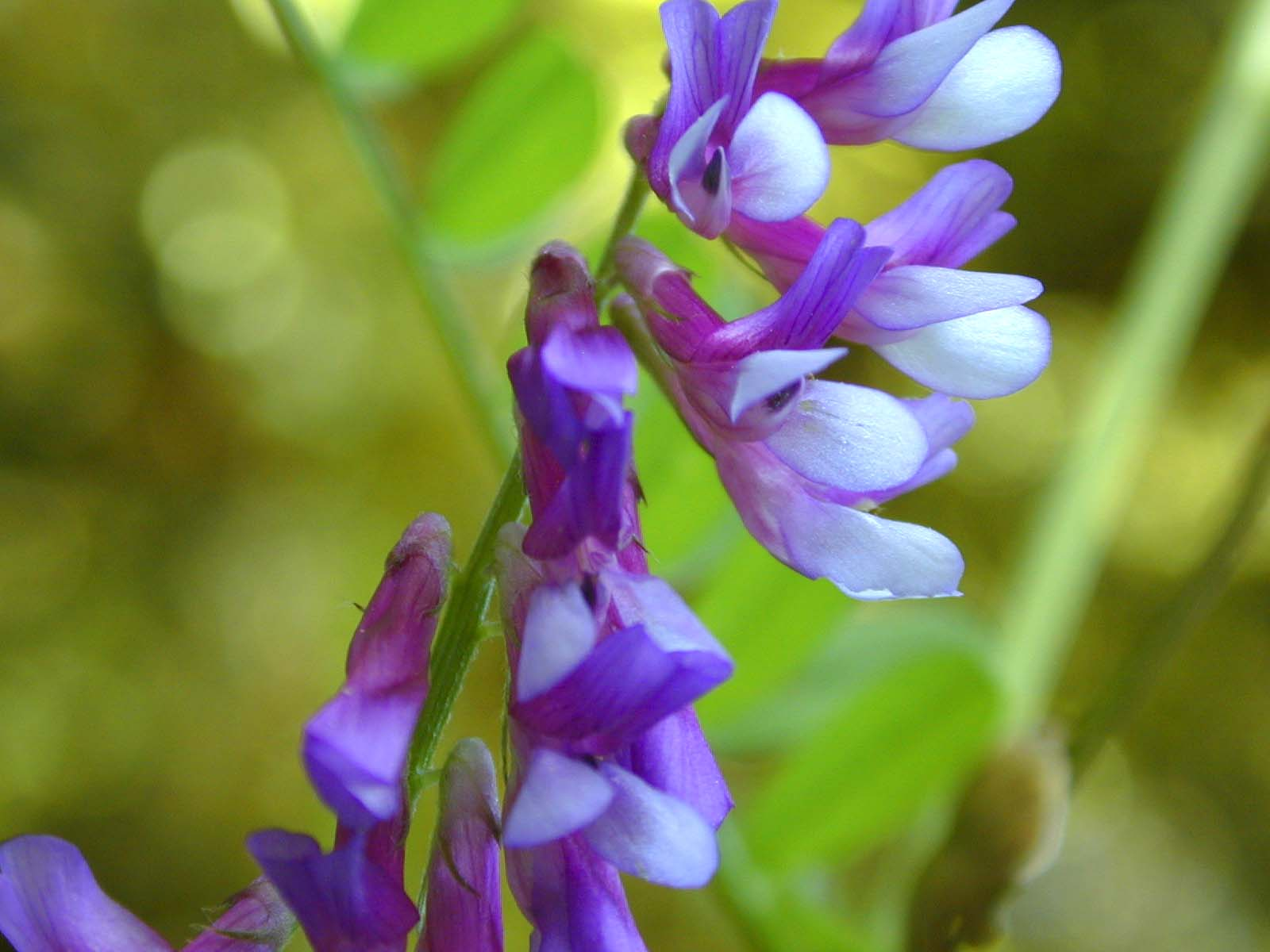
Fleurs de vesce de Cerdagne (V. villosa)

C'est aujourd'hui l'utilisation principale de la vesce. Beaucoup d'espèces de vesces peuvent être cultivées comme fourrages destinés aux ruminants selon les climats. La vesce de Cerdagne est très rustique. La vesce de Pannonie, adaptée aux sols froids et humides, très résistante au froid et la vesce de Narbonne ont aussi été largement utilisées. La récolte peut être réalisée par pâturage rationné (mélanges de préférence) ou en ensilage ou foin. La vesce constitue un fourrage de valeur énergétique moyenne, riche en azote et apprécié des animaux. Compte tenu des problèmes de toxicité, elle doit être associée à d'autres aliments. Elle est appréciée en culture biologique pour sa rusticité et son caractère étouffant.
Les vesces peuvent être présentes et sont intéressantes pour les ruminants dans les prairies permanentes, par exemple V. cracca et V. sepium en montagne.
Les graines de vesce et de féverolle sont particulièrement recherchées par les pigeons et utilisées pour les nourrir. Des arrêtés municipaux obligeaient à garder les pigeons d'élevage enfermés au moment des semis.
La féverolle est un protéagineux intéressant pour les ruminants, les porcs et les volailles. La récolte est réalisée à la moissonneuse-batteuse. Les fanes peuvent donner un foin de faible valeur.

#### Mélanges fourragers
En France, on cultive surtout la vesce commune en mélange, avec du triticale ou de l'avoine et du pois fourrager ou encore par exemple les mélanges de Landsberg : ray-grass d'Italie, trèfle incarnat et vesce. Aux XVIIIe siècle et XIXe siècle on cultivait des mélanges de vesces et pois appelés bisailles. Dans les mélanges, la féverole peut servir de tuteur aux vesces et pois fourragers.

### Plante alimentaire
L'ers (V. ervilia) est sans doute la première vesce à avoir connu le succès en culture dès le néolithique ancien (PPNA, -8000). Sa consommation nécessitait peut-être plusieurs cuissons à l'eau afin d'éviter les ennuis digestifs. Voir Vicia ervilia#Utilisation.
L'utilisation de la vesce commune a suivi.  L'utilisation de ces vesces a ensuite régressé, elles ont été remplacées comme légumineuses alimentaires par la fève (V. faba) plus avantageuse, par les pois et enfin les haricots alors que la lentille s'est maintenue (certaines variétés à graines rouges de vesces et de lentilles peuvent être confondues). Les populations pauvres en ont cependant régulièrement consommé, surtout en temps de famine. La vesce commune (au Moyen-Orient et en Inde) et la fève (bassin méditerranéen, Chine) sont encore l'objet d'une consommation importante.
Les graines de fève sont consommées cuites comme les haricots mais aussi parfois crues (jeunes graines tendres en apéritif). La farine de fève est utilisée comme adjuvant dans la fabrication du pain.
Lorsqu'elles sont fendues, les graines de vesce commune ressemblent à des lentilles rouges (Lens culinaris) et ont parfois été étiquetées à tort comme des lentilles par les exportateurs ou les importateurs, et vendues pour la consommation humaine. Dans certains pays où les lentilles sont très populaires - par exemple le Bangladesh, l'Égypte, l'Inde et le Pakistan, des interdictions d’importation de produits suspects ont été instaurées pour prévenir ces escroqueries potentiellement nuisibles,, en particulier pour les personnes sujettes au favisme.

### Plante améliorante
Les différentes espèces de vesce sont intéressantes en agriculture conventionnelle, comme en agriculture biologique, d'une part pour l'enrichissement du sol en azote grâce à leurs nodosités racinaires, soit pour améliorer la structure du sol grâce à leur système racinaire puissant. On les emploie à cet effet soit en les faisant entrer dans la rotation culturale, soit comme engrais vert en culture intercalaire. Les plantes utilisées en interculture ou comme engrais vert doivent aussi produire suffisamment de biomasse en un temps court, être économiques à l'implantation et facilement destructibles, par exemple par le gel ; en France l'institut Arvalis préconise pour ces usages la vesce commune (V. sativa, certaines variétés de printemps), la vesce velue (V. villosa), la vesce du Bengale (V. benghalensis). Elles peuvent être utilisées en mélange avec d'autres espèces.
La vesce peut être cultivée comme plante compagne. Ces méthodes encore en développement semblent prometteuses :
- dans le cas de cultures semées précocement comme le colza (septembre), on peut viser un semis relativement dense de la vesce et sa destruction par le gel en hiver  pour profiter de l'effet d'étouffement de la vesce sur les adventices. on choisit alors des variétés gélives de vesce ou de féverolle[20]. Dans ce cas on économise seulement environ 30 unités d'azote. Dans le cas du blé plante principale, conduit de la même façon, on note un gain de 20 unités d'azote et/ou une amélioration du taux de protéines avec la féverolle[21].
- Si la plante compagne est gardée jusqu'à la récolte de la plante principale le semis de la compagne doit être suffisamment clair pour ne pas affecter la récolte de la principale. Comme la vesce se sert de la plante principale comme tuteur, il faut aussi veiller à ne pas provoquer de verse.  Ces cultures peuvent concerner les céréales, le tournesol, le colza. Le gain sur la fertilisation azotée est plus important et la plante compagne peut éventuellement être aussi récoltée si les dates de maturité correspondent. L'itinéraire cultural est cependant compliqué et les effets améliorants sur la plante principale sont difficiles à quantifier. En particulier, le gain sur les traitements phytosanitaires semble aléatoire[22]. En culture biologique, les avantages seraient plus nets.

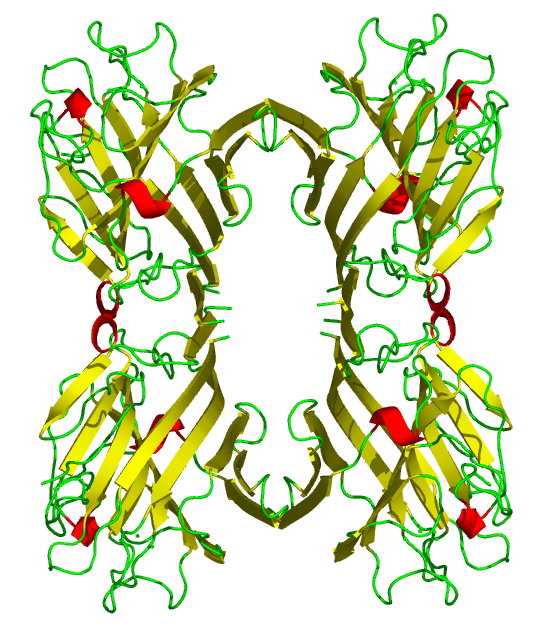
Molécule de leucoagglutinine, phytohémagglutinine toxique, présente dans les fèves (Vicia faba) crues.

## Toxicité
Les vesces cultivées comme fourrage sont généralement toxiques pour les non-ruminants (espèces monogastriques, y compris l'homme), du moins si elles sont consommées en quantité. Des bovins et des chevaux ont été empoisonnés par Vicia villosa et par Vicia benghalensis, deux espèces dont les graines contiennent de la  canavanine. Ce composé chimique, analogue toxique d'un acide aminé, l'arginine, a été identifiée chez Vicia hirsuta comme un anorexigène pour les animaux monogastriques, tandis que la Vicia narbonensis (vesce de Narbonne) contient un composé plus faible mais moins actif, le γ-glutamyl-S-éthénylcystéine. Dans la vesce commune (Vicia sativa), on a trouvé de la γ-glutamyl-β-cyanoalanine. La partie active de cette molécule est la β-cyanoalanine. Elle inhibe la conversion d'un acide aminé soufré, la méthionine, en cystéine.
La cystathionine, produit intermédiaire de cette voie biochimique, est excrétée dans l'urine
Ce processus peut effectivement conduire à l'épuisement des réserves protectrices vitales de la cystéine (acide aminé soufré), faisant ainsi de la graine de Vicia sativa un composant dangereux en mélange avec d'autres sources de toxines. En Espagne, le mélange de graines de légumineuses comuña contient des graines de vesce et de vesce amère, en plus de  Lathyrus cicera . Il peut être donné en petites quantités aux ruminants, mais son utilisation comme aliment de base peut provoquer du lathyrisme, même chez ces animaux. De plus, la vesce commune ainsi que la fève - et probablement aussi d’autres espèces de Vicia - contiennent des oxydants tels que la  convicine, l'isouramil, la divicine et la vicine en quantité suffisante pour abaisser les niveaux de glutathion chez  les personnes déficientes en  G6PD et provoquer la maladie du favisme. Les fèves contiennent également une lectine, la phytohémagglutinine, et sont quelque peu toxiques lorsqu'elles sont consommées crues. 

## Plantes-hôtes
Les plantes du genre Vicia sont des plantes-hôtes de chenilles de nombreuses espèces de papillons : des Pieridae (Colias chrysotheme, Colias crocea, Colias erate poliographus, Colias heos, Colias hyale), des Lycaenidae (Cupido alcetas, Plebejus argus, Plebejus subsolanus, Polyommatus icarus, Zizula hylax), ainsi qu'Autographa gamma, Coleophora colutella,  Digrammia californiaria, Euclidia glyphica, Euclidia mi,  Lygephila craccae, Lygephila lusoria, Lygephila pastinum, Lygephila procax, Lygephila viciae, Scythris flaviventrella, Sideridis texturata, Siona lineata et Thorybes mexicana.

## Calendrier
La « vesce » nomme le 28e jour du mois de messidor (des moissons) du calendrier républicain / révolutionnaire français, généralement chaque 16 juillet du calendrier grégorien.

## Proverbe
Pigeon saoul trouve la garobe amère : faire le difficile lorsque l'on est dans l'abondance. Garobe est le nom de la vesce en Poitevin. Les pigeons étaient réputés apprécier les graines de vesce.